# シン・レッド・ライン
『シン・レッド・ライン』（The Thin Red Line）は、1998年のカナダ・アメリカ合衆国の戦争映画。監督はテレンス・マリック、出演はショーン・ペンとジム・カヴィーゼルなど。1962年に出版されたジェームズ・ジョーンズの同名小説をマリックが脚色。太平洋戦争の激戦地となったソロモン諸島最大の島、ガダルカナル島の戦いを舞台に生死の狭間を生き抜くアメリカ陸軍 第25歩兵師団の若き兵士たちの姿を描いている。第49回ベルリン国際映画祭金熊賞受賞作品。なお原作小説から内容が大幅に改変されている他、1964年にも同じ原作小説が『大突撃』のタイトルで映画化されている。

## ストーリー
太平洋戦争中のソロモン諸島。アメリカ陸軍のウィット二等兵は他の兵士とともに脱走し、現地のメラネシア人とともに暮らしていたが捜索隊に捕えられてしまう。軍法会議の免除と引き換えに担架兵としてガダルカナル島の戦場に送られ他の兵士たちと行動を共にする。

## キャスト
※括弧内は日本語吹替
- ウィット二等兵 - ジム・カヴィーゼル（石川禅）
- ウェルシュ曹長 - ショーン・ペン（山路和弘）
- ベル二等兵 - ベン・チャップリン（檀臣幸）
- ファイフ伍長 - エイドリアン・ブロディ（中原茂）
- ガフ大尉 - ジョン・キューザック（家中宏）
- ケック軍曹 - ウディ・ハレルソン（田中正彦）
- スタロス大尉 - イライアス・コティーズ（小林勝也）
- トール中佐 - ニック・ノルティ（飯塚昭三）
- クインタード淮将 - ジョン・トラボルタ（石塚運昇）
- ボッシュ大尉 - ジョージ・クルーニー（石塚運昇）
- マクローン軍曹 - ジョン・サヴェージ（稲葉実）
- ホワイト少尉 - ジャレッド・レト（今井朋彦）
- ストーム軍曹 - ジョン・C・ライリー（坂口哲夫）
- マーティ・ベル - ミランダ・オットー（小池亜希子）
- ドール一等兵 - ダッシュ・ミホク（横堀悦夫）
- ティルズ二等兵 - ティム・ブレイク・ネルソン（柳沢栄治）
- テラ二等兵 - カーク・アセヴェド（中博史）
- ビード一等兵 - ニック・スタール
- アッシュ二等兵 - トーマス・ジェーン（今井朋彦）
- 大日本帝国日本軍曹 - 豊嶋稔
- 大日本帝国日本兵士 - 光石研、信太昌之、前原一輝、酒井一圭、水上竜士、渡辺穣

日本語吹替その他：小森創介、宮本充、鈴木正和、古田信幸、山野井仁、遠藤純一、鈴木紀子、渡辺穣
日本語版制作スタッフ
演出：中野洋志、翻訳：石原千麻、制作：ACクリエイト

## スタッフ
- 監督/脚色：テレンス・マリック
- 製作総指揮：ジョージ・スティーヴンス・Jr
- 製作：ロバート・マイケル・ゲイスラー／グラント・ヒル／ジョン・ロバデュー
- アソシエイト・プロデューサー：シェイラ・デイヴィス・ローレンス／マイケル・スティーヴンス
- 原作：ジェームズ・ジョーンズ『シン・レッド・ライン（英語版）』
- 撮影：ジョン・トール
- 美術：ジャック・フィスク
- 音楽：ハンス・ジマー
- 編集：ビリー・ウェバー／レスリー・ジョーンズ
- 衣装デザイン：マーゴット・ウィルソン
- 日本語字幕：戸田奈津子

## 作品の評価

### 映画批評家によるレビュー
Rotten Tomatoesによれば、批評家の一致した見解は「『シン・レッド・ライン』は熱心なスターを数多く揃えながらも敢えて哲学的な第二次世界大戦映画である。」であり、102件の評論のうち高評価は80%にあたる82件で、平均して10点満点中7.29点を得ている。
Metacriticによれば、32件の評論のうち、高評価は29件、賛否混在は3件、低評価はなく、平均して100点満点中78点を得ている。

### 受賞歴
- 第71回アカデミー賞 作品賞／監督賞／脚色賞／撮影賞／音楽賞／音響賞／編集賞　ノミネート
- 第49回ベルリン国際映画祭 金熊賞
- 第65回ニューヨーク映画批評家協会賞 監督賞／撮影賞
- 第13回アメリカ映画撮影監督協会賞 映画部門撮影賞
- 第10回シカゴ映画批評家協会賞
  - 受賞・・・監督賞／撮影賞
  - ノミネート・・・作品賞／助演男優賞（ノルティ）／有望若手男優賞（カヴィーゼル）
- 第2回ALMAアウォーズ 助演男優賞（カーク・アセヴェド）
- 第2回ASSGアウォーズ 外国映画音楽賞
- 第4回クリティクス・チョイス・アワード 作品賞 ノミネート
- 第73回キネマ旬報ベスト・テン 委員選出外国語映画第2位／外国語映画監督賞